# محوطه باقری (۲)
محوطه باقری (۲) در شهرستان گیلانغرب، بخش گواور، دهستان گواور، ۲۵۰ متری شمال غربی روستای باقری واقع شده و این اثر در تاریخ ۲۷ اسفند ۱۳۸۶ با شمارهٔ ثبت ۲۲۳۵۰ به‌عنوان یکی از آثار ملی ایران به ثبت رسیده است.